# The Hollanders' Graves

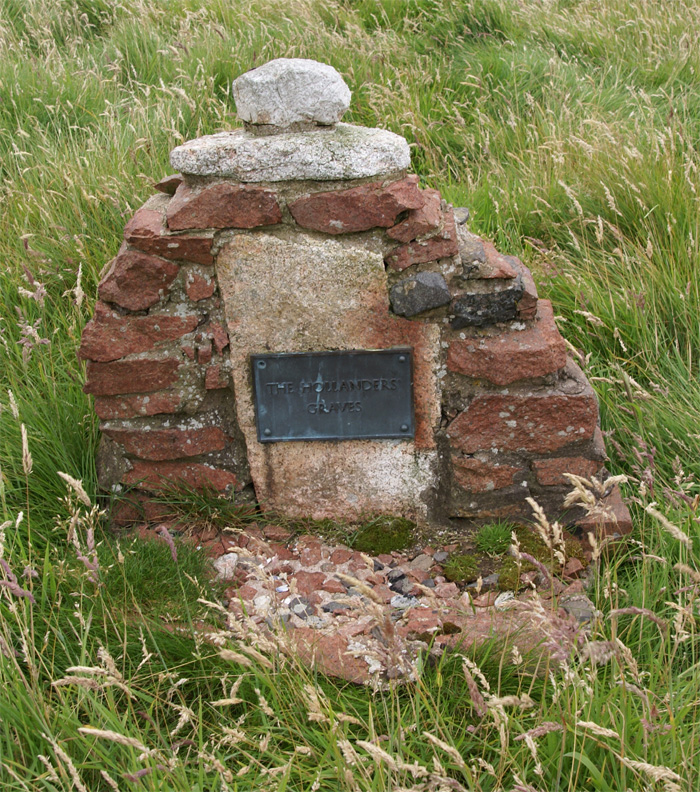
Het grafmonument The Hollanders' Graves

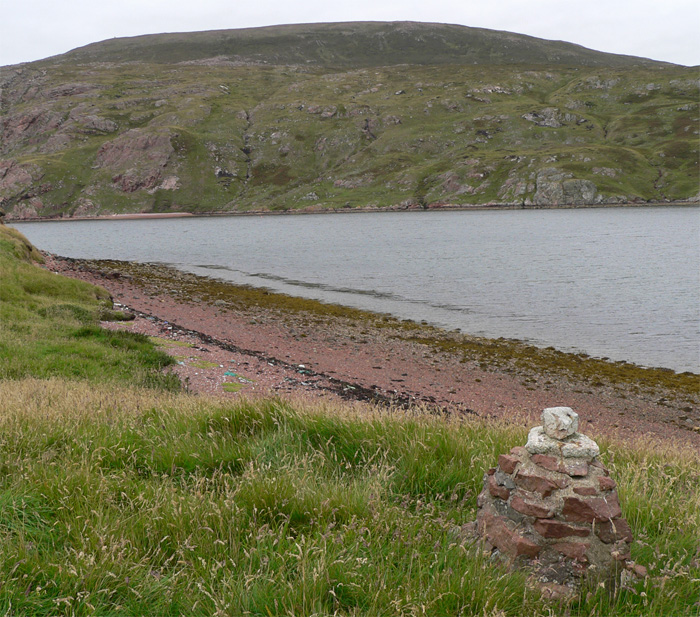
Uitzicht over Ronas Voe met rechts vooraan het grafmonument

The Hollanders' Graves is een grafmonument uitkijkend over Ronas Voe op het Shetlandse Mainland (Schotland). Het monument is opgericht voor de gesneuvelde opvarenden van het VOC-schip Wapen van Rotterdam, dat in 1674 tijdens de Derde Engelse Oorlog werd veroverd door de Engelsen.

## Geschiedenis
Het spiegelretourschip Wapen van Rotterdam, gebouwd in 1666 door de Kamer van Rotterdam,
werd in februari 1674 veroverd door de Engelsen, toen het zich verschool bij de Shetlandeilanden.
Het schip was vertrokken op 16 december 1673 vanuit Texel, tijdens het hoogtepunt van de Derde Engelse Oorlog.
De kapitein durfde niet door het Nauw van Calais te varen omdat daar de Britse zeemacht oppermachtig was. Hij koos voor de noordelijke route en wilde of via Pentland Firth of via het Fair Isle-kanaal tussen Orkney en Shetland varen om zo de Atlantische Oceaan te bereiken.
Het schip kwam echter in een zuidoostelijke storm terecht, waardoor het verder noordwaarts werd gedreven richting Shetland. Het schip ging de zeearm Ronas Voe in om beschutting te zoeken en te wachten op gunstige wind.
Het Wapen van Rotterdam overwinterde daar. Ondertussen ging er bericht over het schip naar Londen, die hun marine erop af stuurde. De Oost-Indiëvaarder werd veroverd door drie fregatten van de Britse marine, te weten de Newcastle, de Cambridge en de Crown. Een groot aantal van de Nederlandse bemanningsleden kwam hierbij om. Zij werden begraven op een heuvel, uitkijkend over Ronas Voe en een grafmonument werd er opgericht, dat bekend werd onder de naam The Hollanders' Graves (de graven van de Hollanders). Het schip werd als prijs meegenomen naar Engeland.